# Tror du jeg er født i Gaar!
Tror du jeg er født i Gaar! er en dansk spillefilm fra 1941 instrueret af Alice O'Fredericks og Lau Lauritzen Jr. efter deres manuskript.

## Handling
Der har lige været begravelse. Udenfor kirkegården står familiens medlemmer og diskuterer, hvor meget den afdøde arveonkel, den rige legetøjsfabrikant Th. Olsen, har efterladt sig. Familien står og venter på lille Cornelius Nielsen, som altid kommer for sent. Da han dukker op, begynder en livlig diskussion om, hvem onkel Theobald mon har indsat som arving.

## Medvirkende
- Max Hansen, Cornelius Nielsen, Kontorist
- Maria Garland, Fru Emma Solberg, pensionatsværtinde
- Bodil Steen, Johanne, Emma Solbergs Datter
- Tove Arni, Paula, Husassistent
- Knud Heglund, Henrik Hahe
- Eigil Reimers, Hans Hahe, Direktør
- Victor Montell, Overretssagfører Brix Jensen
- Berthe Qvistgaard, Frøken Poulsen, Sekretær
- Mathilde Nielsen, Frøken Møller
- Vera Lindstrøm, Pensionær, frk. Stjernebo
- Petrine Sonne, Frøken Møller
- Aage Foss, Holm
- Karl Goos, T.H. Andersen, direktør
- Axel Schultz, Kunde hos barber
- Erika Voigt, Andersens kone
- Harald Holst, Kunde hos barber
- Karl Jørgensen, Lange, kontorist
- Käthe Hollesen, Kvinde på gaden
- Torkil Lauritzen, Barber
- Jens Kjeldby, Mand, der snakker om Cornelius i sporvog
- Alex Suhr, Bogø, pensionær
- Bruno Tyron, Holm, pensionær
- Helga Frier, Fru Nicolaisen
- Susanne Friis, Pensionær
- Henry Nielsen, Portner